# Oh, God! Book II
Oh, God! Book II es una película de comedia estadounidense de 1980 y una secuela de la película Oh, God! (1977) Fue dirigida por Gilbert Cates y está protagonizada por George Burns, Suzanne Pleshette, David Birney y Louanne Sirota. Joyce Brothers y Hugh Downs también hicieron cameos en la película.
Oh, God! Book II sigue lo sucedido en Oh, God! You Devil (1984). Burns es el único miembro del reparto que aparece en más de una película.

## Sinopsis
En esta secuela, Dios pide la ayuda de Tracy Richards (Louanne Sirota) de 11 años para ayudar a promocionarse. Tracy crea el eslogan "Piensa en Dios" y pronto hace que sus amigos difundan el mensaje con carteles, grafitis y otras formas. Pero los padres y los psiquiatras de Tracy creen que la joven está loca. Dios es el único que puede enderezar la situación.

## Reparto principal
- George Burns como Dios.
- Suzanne Pleshette como Paula Richards.
- David Birney como Don Richards.
- Loaunne Sirota como Shingo.
- Wilfrid Hyde-White como el Juez Thomas Miller.
- Conrad Janis como Charles Benson, Director de la Escuela.
- Hans Conried como Dr. Barnes

## Recepción
Para 2018, la película cuenta con el 50% de aprobación en Rotten Tomatoes, basada en seis comentrios con calificación promedio de 5.1/10.